# ماروین کوکوس
ماروین کوکوس (انگلیسی: Marvin Kokos؛ زادهٔ ۱۲ اکتبر ۲۰۰۰) بازیکن فوتبال اهل فرانسه است.